# Glycine soja
Espèce
Le soja sauvage (Glycine soja) est une espèce de plante annuelle de la famille des légumineuses. Il est le plus proche parent vivant du soja.

## Liste des sous-espèces et variétés
Selon Catalogue of Life (16 novembre 2014) :
- sous-espèce Glycine max subsp. max
- sous-espèce Glycine max subsp. soja (Siebold & Zucc.)H.Ohashi

Selon Tropicos (16 novembre 2014) (Attention liste brute contenant possiblement des synonymes) :
- sous-espèce Glycine soja subsp. formosana (Hosok.) W. Liu & X.Y. Zhu
- variété Glycine soja var. albiflora P.Y. Fu & Y.A. Chen
- variété Glycine soja var. brevifolia Kom. & Aliss.
- variété Glycine soja var. cleistogama C.S. Zhu & S.X. Zhu
- variété Glycine soja var. gracilis (Skvortsov) L.Z. Wang
- variété Glycine soja var. lanceolata Skvortsov
- variété Glycine soja var. maximowiczi Enken
- variété Glycine soja var. ovata Skvortsov